# Ectabola perversa
Ectabola perversa är en fjärilsart som beskrevs av László Anthony Gozmány. Ectabola perversa ingår i släktet Ectabola och familjen äkta malar. Inga underarter finns listade i Catalogue of Life.